# Fujiwara no Sumitomo

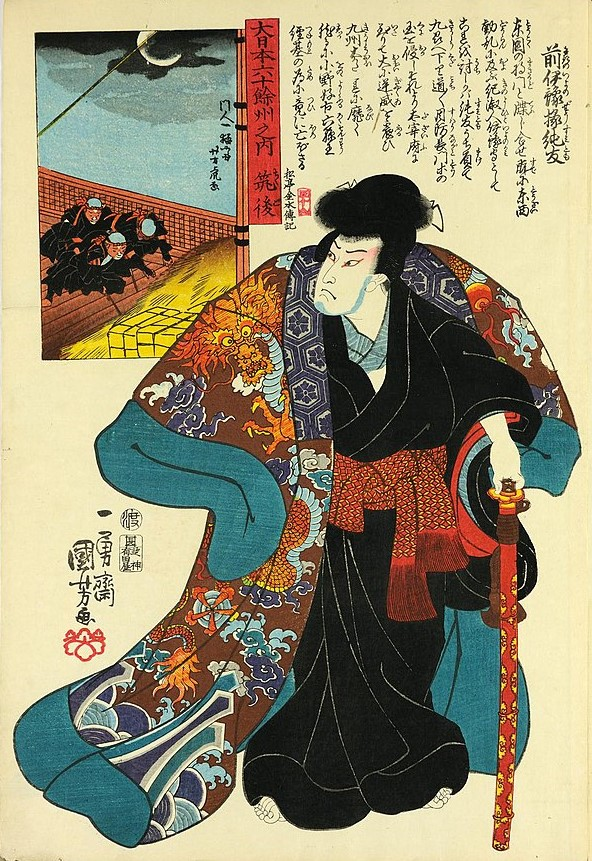
Fujiwara no Sumitomo

Fujiwara no Sumitomo (japanisch 藤原純友; Geburtsdatum unbekannt; gestorben 17. Juli 941 in der Provinz Iyo) war ein japanischer Anführer von Piraten in der Seto-Inlandsee in der Mitte der Heian-Zeit.

## Leben und Wirken
Fujiwara no Sumitomo war ein Sohn des Verwalters von  Dazai (大宰少弐, Dazai Shoni), Fujiwara no Yoshinori (藤原 良範). Es gibt auch Vermutungen, dass er ein Sohn von Takahashi Tomohisa (高橋友久), dem ehemaligen Gouverneur der Provinz Iyo, gewesen sei. Er wurde in den frühen 930er Jahren vom kaiserlichen Hof entsandt, um als kleinerer Untergebener in der Provinz Iyo die Piraten in der Seto-Inlandsee zu unterdrücken. Aber er wechselte auf ihre Seite und wurde sogar ihr Anführer. 936 setzte er in Iyo-Hiburijima (Heute Uwajima, Präfektur Ehime) als Anführer von Piraten mehr als 1.000 Boote und 2.500 Mann im Bewegung, ergab sich aber unter dem Kommando von Ki no Yoshihito (紀 淑人), dem örtlichen Gouverneur. Der Quelle „Honchō-Seiki“ (本朝世紀) zufolge erhielt Sumitomo in diesem Jahr eine Anweisung zur Gefangennahme von Piraten, wobei die Piratenbewegung sich für eine Weile beruhigte, was das Ausmaß seiner organisatorischen Macht zeigt. Im Dezember 939 rebellierten die Piraten jedoch erneut und griffen eine vom Gouverneur (備前 介, Bizen-no-Suke) Fujiwara no Sanetaka (藤原子高) angeführte Gruppe in der Provinz Settsu an.
Die Rebellion fiel mit der von Taira no Masakado (903–940) im Osten zusammen, und Sumitomo erhob sich gegen die kaiserliche Regierung. Der Hof versuchte ihn zu beruhigen, indem er ihn den 5. Rang am Hof verlieh. Aber Sumitomos Piratengruppe setzte ihre Raubzüge fort und ließen sich in elf Provinzen entlang der Inlandsee nieder. Mit dem Tode Masakados und dem Ende seiner Revolte im März schickte der Hof eine große Flotte unter Leitung von Ono no Yoshifuru (小野 好古; 884–968) gegen die Piraten. Sumitomo wurde in der Bucht von Hakata geschlagen und floh in seine Heimatprovinz Iyo. Es wird berichtet, dass er von Tachibana Toyoyasu (橘 遠保; gestorben 944) gefangen genommen wurde und im Gefängnis starb.
Der Aufstand von Sumitomo und der Aufstand von Taira no Masakaodo sind unter den Schlagworten „Jōhei-Rebellion“ (承平の乱) bzw. „Tengyō-Rebellion“ (天慶の乱) in die japanische Geschichte eingegangen, wobei sich die Bezeichnungen auf die jeweils gültigen Ära-Namen (Nengo) bezieht. Sie waren die hauptsächlichen Turbulenzen in einer sonst friedlichen Periode. Sie waren ein klares Zeichen für die sich abschwächende Kontrolle der Zentralregierung über die Provinzen.